# Jim Carroll
Jim Carroll, rodným jménem James Dennis Carroll (1. srpna 1949 New York – 11. září 2009 tamtéž) byl americký básník, spisovatel a hudebník.

## Život
Vyrostl v dělnické rodině na Manhattanu v New Yorku, od dětství projevoval ve škole literární talent, ve 12 letech byl nadějným basketbalistou. Ve 13 letech v místní partě propadl závislosti na heroinu, matka ho vyhodila z bytu, do 16 let žil na ulici, rval se, kradl, prostituoval se a účastnil kriminálních činů své party. Po půlročním věznění a následné odvykací kúře nastoupil v New Yorku na elitní vysokou školu Columbia University, kde vystudoval žurnalistiku. Již v 18 letech začal časopisecky publikovat básně a fejetony. Ve 20 letech začal pracovat pro divadlo Andyho Warhola, kde dělal manažera. Dále psal dialogy pro filmy. Živil se také jako hudebník, několik let vedl punk rockovou kapelu. Zemřel v 60 letech doma při psaní u pracovního stolu na selhání srdce, byl nalezen až po smrti.

## Dílo
Jeho nejvýznamnější prací je jeho autobiografická kniha The Basketball Diaries, vydaná roku 1978. Pokračování se jmenuje Forced Entries: The Downtown Diaries 1971–1973. V roce 1995 první kniha a část druhé posloužily jako scénář pro film, v něž Carolla ztvárnil Leonardo DiCaprio, film se jmenoval stejně jako kniha.

## Knihy

### Poezie
- Organic Trains (1967)
- 4 Ups and 1 Down (1970)
- Living at the Movies (1973)
- The Book of Nods (1986)
- Fear of Dreaming (1993)
- Void of Course: Poems 1994-1997 (1998)

### Próza
- The Basketball Diaries (1978)
- Forced Entries: The Downtown Diaries 1971-1973 (1987)
- The Petting Zoo (2010)

## Diskografie

### Alba
- Catholic Boy (1980)
- Dry Dreams (1982)
- I Write Your Name (1983)
- A World Without Gravity: Best of The Jim Carroll Band (1993)
- Pools of Mercury (1998)
- Runaway (EP, 2000)

### Mluvené slovo
- Praying Mantis (1991)
- The Basketball Diaries (1994)
- Pools of Mercury (1998)

### Spolupráce
- Club Ninja, Blue Öyster Cult (1986)
- Mistrial, Lou Reed (1986)
- Other Roads, Boz Scaggs (1988)
- ...And Out Come the Wolves, Rancid (1995)
- Feeling You Up, Truly (1997)
- Yes I Ram, Jon Tiven Group (1999)